# Inobhutnahme

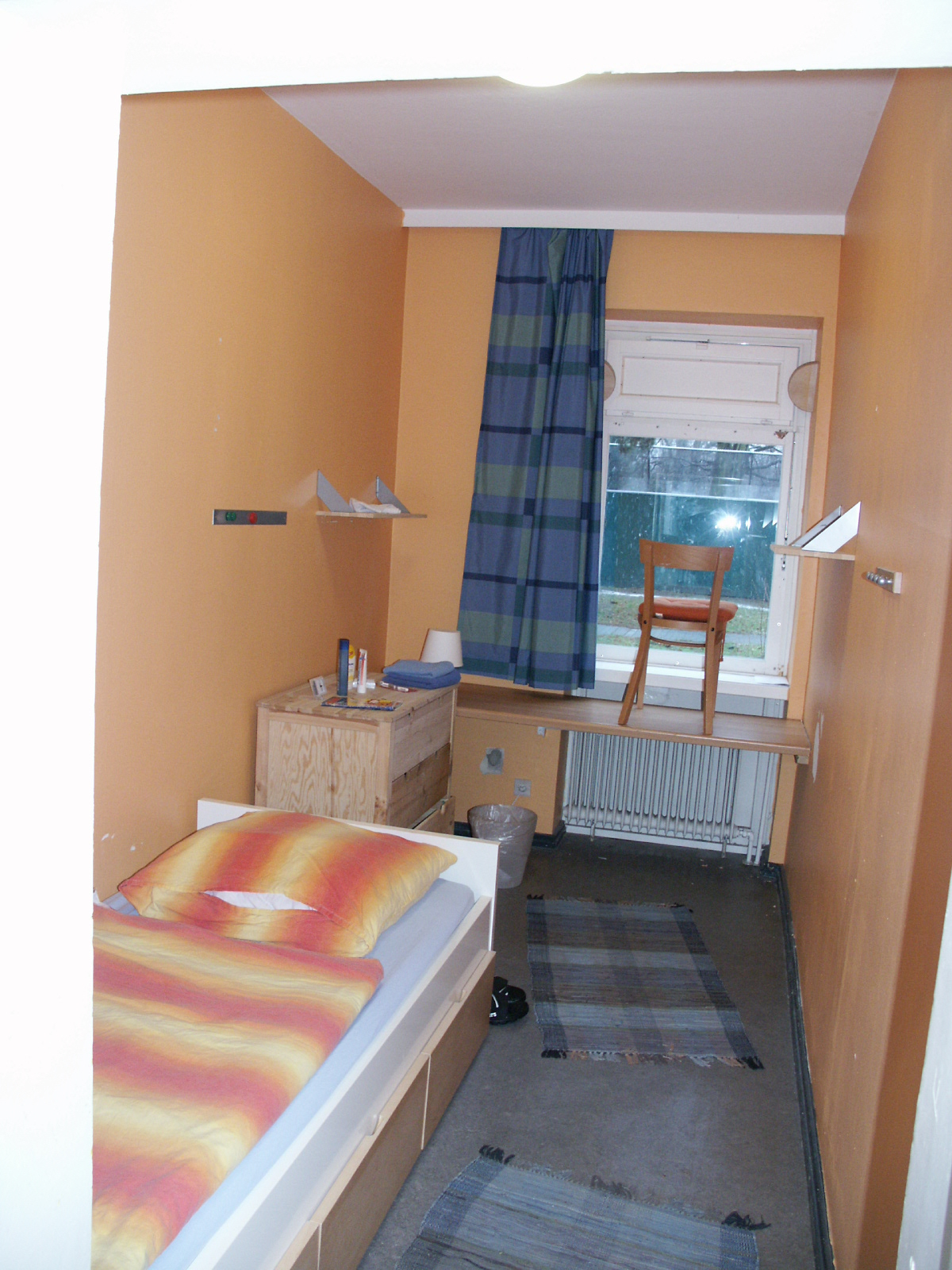
Blick in ein nicht belegtes Zimmer in der ehemaligen Geschlossenen Unterbringung ‚Feuerbergstraße‘ für Jugendliche in Hamburg (2006)

Inobhutnahme (ION) ist ein Begriff aus dem deutschen Rechtssystem und bezeichnet die vorläufige Aufnahme und Unterbringung eines Kindes oder Jugendlichen durch das Jugendamt in einer Notsituation. In Deutschland wird diese Maßnahme über § 42 SGB VIII geregelt und stellt eine so genannte andere Aufgabe der Jugendhilfe im Sinne von § 2 Abs. 3 Nr. 1 SGB VIII dar. Sie erfolgte 47.388-mal im Jahre 2022.
Um Inobhutnahme können Minderjährige selbst bitten (Selbstmelder, 8.032 Fälle im Jahr 2022 laut Statistischem Bundesamt) oder werden von Dritten (Polizei, Betreuern, et cetera) dem Jugendamt gemeldet (Fremdmelder, 13.211 Fälle im Jahr 2022). Unter anderem dafür wurden von vielen Jugendämtern spezielle Anlaufstellen (Kinder- und Jugendnotdienste) eigenständig oder über freie Träger realisiert, an die sich die Betroffenen wenden können. Wenden sich Minderjährige in Aufnahmeabsicht unmittelbar an eine pädagogische Einrichtung, die im Auftrag des Jugendamtes Minderjährige tatsächlich betreut, ist das noch keine Inobhutnahme. Die Inobhutnahme ist ein Verwaltungsakt. Die Entscheidung darüber, ob eine minderjährige Person in Obhut genommen wird, steht alleine dem Jugendamt zu, in dessen Zuständigkeitsbereich sich der Minderjährige tatsächlich aufhält.

## Grundsätzliches
Die Inobhutnahme ist eine schnelle und möglichst unbürokratische Maßnahme zugunsten des Kindes und dient als Klärungshilfe für Betroffene in Krisensituationen sowie dem unmittelbaren Kinderschutz. Die Inobhutnahme gehört zu den wenigen rein fürsorglichen Leistungen der Jugendhilfe, bei denen der Staat sich selbst in die Pflicht nimmt, um das Wohl des Kindes bzw. des Jugendlichen in einer Ausnahmesituation sicherzustellen.
Sucht ein Kind oder Jugendlicher selbst um Schutz nach, so ist das Jugendamt verpflichtet, dieser Bitte nachzukommen. Maßgeblich ist ausschließlich das subjektive Empfinden des Schutzsuchenden. Selbst wenn beteiligte Erwachsene auf den ersten Blick zu einem anderen Schluss kommen, ist das Kind beziehungsweise der Jugendliche erst einmal durch das Jugendamt in Obhut zu nehmen. Damit ist nicht zwangsläufig die Bestimmung des Aufenthaltes in einer Jugendhilfeeinrichtung verbunden. Die Mitarbeiter des Jugendamtes sind sich bewusst, dass eine mechanisch auf Wunsch des Kindes hin vorgenommene Trennung von seinen Eltern den Konflikt ausweitet und halten es für fachlich und rechtlich geboten, über die Folgen einer Inobhutnahme in geeigneter Weise aufzuklären. Häufig wollen nach dieser Beratung die Betroffenen nicht mehr in Obhut genommen werden und erklären sich zur Mitwirkung bei anderen, weniger einschneidenden Maßnahmen bereit.
Das Jugendamt ist verpflichtet, die Inobhutnahme den Personensorgeberechtigten mitzuteilen. Verlangen diese die Herausgabe des Kindes, so ist das Jugendamt (nach Prüfung des Sachverhalts) verpflichtet, dem nachzukommen oder andernfalls – falls das Kindeswohl dadurch nicht gesichert erscheint – eine Entscheidung des Familiengerichts über weitere Maßnahmen herbeizuführen.
Erfährt das Jugendamt von einer Kindeswohlgefährdung (vgl. dazu auch § 8a SGB VIII), kann es den Minderjährigen in Obhut nehmen, wenn es keine andere geeignete Hilfemöglichkeit gibt. Freiheitsentziehende Maßnahmen sind ohne richterliche Entscheidung einen Tag nach Beginn zu beenden (Art. 104 GG, § 42 Abs. 5 SGB VIII). Sie sind außerdem nur zulässig, um Gefahren für Leib und Leben des Betroffenen oder von Dritten abzuwenden (§ 42 Abs. 5 SGB VIII). Zu freiheitsentziehenden Maßnahmen wird im Rahmen von Inobhutnahmen äußerst selten gegriffen. Eine Verpflichtung dazu besteht nicht.
In der Regel finden Kinder und Jugendliche Obhut in Bereitschaftspflegefamilien und Heimeinrichtungen, die mit den örtlichen Jugendämtern Verträge über Bereitstellung von Plätzen für Notsituationen geschlossen haben. Während einer Inobhutnahme liegt die Ausübung des Aufenthaltsbestimmungsrechts unter Berücksichtigung des elterlichen Willens in einer Art „substituierender Notkompetenz“ temporär beim Jugendamt. Über eine weitergehende Übertragung von Teilen des Sorgerechts entscheidet das Familiengericht.
Im Hinblick auf die Situation im Elternhaus ist das Jugendamt aufgrund seines Schutzauftrages (nun ausdrücklich in § 8a SGB VIII hervorgehoben) auch bei einer Gefährdung eines Minderjährigen zunächst verpflichtet, die Eltern zur Zusammenarbeit zu bewegen. Ist dies nicht möglich, muss das Jugendamt gegebenenfalls nach den § 1666 beziehungsweise § 1666a BGB eine Eilentscheidung des Familiengerichts erwirken (§ 157 FamFG). Bei Gefahr im Verzug ist der Minderjährige (ggf. mit Unterstützung durch die Polizei) direkt in Obhut zu nehmen und die Entscheidung des Gerichts nachzuholen. Eigene Befugnisse zur Anwendung eines sogenannten „unmittelbaren Zwangs“ hat das Jugendamt nicht (vgl. § 8a Abs. 4, § 42 Abs. 6 SGB VIII).
Ein abrupter Übergang in eine stationäre Einrichtung der Kinder- und Jugendhilfe bedeutet für das Kind aufgrund der Trennung von den Bindungs- und Bezugspersonen eine hohe Stresssituation, es kommt zu Phasen der Trauer. Vereinzelt berücksichtigen Projekte die Eltern-Kind-Bindung und -Beziehung, indem sie es den Eltern ermöglichen, als Gast im Projekt anwesend zu sein. Es ist vorgeschlagen worden, bei der Aufnahme in eine stationäre Einrichtung eine Eingewöhnung vorzusehen, ähnlich wie dies bei der Aufnahme in eine Kindertagesstätte etabliert ist, damit das Kind die durch die Eingewöhnung entstandene Beziehung zu einer Fachkraft als Ressource nutzen kann, um die Situation des Alleinseins in der Einrichtung zu bewältigen.

## Unbegleitete ausländische Minderjährige
Nach Deutschland eingereiste ausländische Minderjährige werden vom Jugendamt gemäß § 42a Absatz 1 Nr. 1 SGB VIII in Obhut genommen, wenn sich weder Personensorge- noch Erziehungsberechtigte im Inland aufhalten. Entgegen einer verbreiteten Annahme handelt es sich bei diesem Personenkreis nicht immer um Flüchtlinge. Die Bundesarbeitsgemeinschaft Landesjugendämter bezeichnet „als Flüchtling Bürger aus Staaten außerhalb der EU, die aus politischen, wirtschaftlichen, geschlechtsspezifischen, gesundheitlichen, religiösen oder sonstigen Gründen auf der Flucht sind oder aufgrund der familiären Situation, des Fehlens von persönlicher Sicherheit oder aus sonstigen Motiven ihr Heimatland verlassen haben und Schutz suchen. Nicht unter den Flüchtlingsbegriff fallen Ausländer/ -innen, die Staatsangehörige der EU-Staaten und anderer westlicher Industriestaaten sind.“
Nach dem Gesetz zur Verbesserung der Unterbringung, Versorgung und Betreuung ausländischer Kinder und Jugendlicher werden ausländische Kinder und Jugendliche nach unbegleiteter Einreise zunächst vorläufig in Obhut genommen, bis sie nach dem Königsteiner Schlüssel innerhalb der Bundesländer einem Jugendamt zur endgültigen Inobhutnahme zugewiesen werden (§§ 42a ff. SGB VIII in der seit dem 1. November 2015 geltenden Fassung).

## Statistik
Die Zahl der jährlichen Inobhutnahmen lag 2005 bei rund 25.664 und stieg bis zum Jahr 2014 kontinuierlich, auf 48.059 an. Die Kosten verdoppelten sich in dieser Zeit auf inzwischen neun Milliarden Euro pro Jahr. Nach neueren Zahlen aus 2017 entfällt ein großer Teil davon auf die Gruppe der alleinreisenden minderjährigen Flüchtlinge (und seit dem Jahr 2017 werden die „vorläufige Inobhutnahme“ und die „reguläre Inobhutnahme“ von unbegleiteten minderjährigen Ausländern gesondert erhoben), aber auch bei Herausrechnung dieser Gruppe sind die Fallzahlen gestiegen. Laut Pressemitteilung des Statistischen Bundesamtes vom 22. August 2018 führten die Jugendämter im Jahr 2017 rund 61.400 vorläufige Maßnahmen zum Schutz von Kindern und Jugendlichen (Inobhutnahmen) durch. Allerdings waren 33 Prozent der im Jahr 2017 in Obhut genommenen unter 14-Jährige. Laut Angaben der amtlichen Jugendhilfestatistik sind bis 2014 die sorgerechtlichen Maßnahmen der Familiengerichte gestiegen. Zwischen 2014 und 2017 verharrte der Stand auf hohem Niveau mit Fallzahlen zwischen 15.400 und 17.200. Im bundesweiten Durchschnitt konnten rund 41 Prozent der Kinder und Jugendlichen nach vorübergehender Inobhutnahme wieder zu ihren Erziehungsberechtigten zurückkehren.

## Fälle zweifelhafter Inobhutnahme
Der Soziologe Wolfgang Hammer, ehemaliger Koordinator der Bundesländer für den Bereich Kinder- und Jugendpolitik, untersuchte in einer nicht repräsentativen Studie 42 Fälle zweifelhafter Inobhutnahme. In allen 42 Fällen wurde einer ein Einzelkind aufziehenden Alleinerziehenden (39 Mütter, drei Großmütter) das Kind mit der Begründung entzogen, die Mutter-Kind-Beziehung (bzw. Großmutter-Kind-Beziehung) sei zu eng. In all diesen Fällen hatte sich die Betroffene selbst sich zuvor hilfesuchend an das Jugendamt gewandt, die Feststellung einer zu engen Beziehung basierte auf Hausbesuchen und auf Beobachtungen Dritter. Die Trennung wurde vollzogen, ohne dass die Erziehende sich selbst als überfordert bezeichnet hätte und ohne dass vor der Inobhutnahme eine psychologische Begutachtung durchgeführt worden wäre. Dies geschah teils auch gegen den Rat der Erziehungsberatungsstellen und in 32 der 42 Fälle ohne dass die Schule Auffälligkeiten gesehen hätte; nachträglich wurde eine symbiotische Beziehung bescheinigt. Im Nachhinein wurden „gravierende sachliche und fachliche Fehler sowie Falschbehauptungen“ aufgedeckt. In fast allen Fällen wiesen die Gerichte die Jugendämter später an, die Trennung rückgängig zu machen. Fachleute merkten mit Bezug auf die Studie an, dass eine von außen durchgeführte Trennung beim Kind extreme Angst auslöst und gegebenenfalls sehr traumatisch ist. Medien bezeichneten die Ergebnisse der Studie als „alarmierend“, betonten allerdings zugleich, dass die Studie nicht repräsentativ ist. Sie lässt also keine Rückschlüsse darauf zu, wie verbreitet derartige Fälle in Deutschland sind. Ein aktueller Fall, in dem sich ein inzwischen zwölfjähriges Kind seit einem Jahr gegen die Inobhutnahme verweigert, ist juristisch noch nicht entschieden.

## Gewaltanwendung bei der Inobhutnahme
Das Jugendamt kann bei Gericht die Vollstreckung einer Kindesherausgabe beantragen. Das Gericht darf hier die Hilfe der Polizei in Anspruch nehmen. Hierbei ist strittig, ob die Polizei gegen die Kinder selbst körperliche Gewalt anwenden darf.
Inobhutnahmen von Kindern und Jugendlichen in Deutschland sind durch das Sozialgesetzbuch (SGB) VIII geregelt. Wenn ein Kind sich gegen die Inobhutnahme verweigert, kann die Polizei gemäß § 34 SGB VIII zur Durchsetzung der Anordnung des Jugendamtes hinzugezogen werden. In solchen Fällen sind die Beamten verpflichtet, die Situation vor Ort zu beurteilen. Sollte die Polizei feststellen, dass das Kindeswohl nicht gefährdet ist und das Kind die Inobhutnahme ablehnt, sind sie verpflichtet, dies dem zuständigen Familiengericht mitzuteilen.
Gemäß § 42 SGB VIII hat das Familiengericht die Pflicht, das Kind anzuhören und die Umstände der Inobhutnahme zu überprüfen. Wenn die Polizei als Zeuge auftritt und eine andere Lage vorfindet als die, die dem Gericht ursprünglich dargestellt wurde, kann sie das Gericht unmissverständlich auffordern, die Entscheidung zu überprüfen. Dies stellt sicher, dass die Rechte des Kindes gewahrt bleiben und dass Inobhutnahmen nicht missbräuchlich eingesetzt werden. Der rechtliche Rahmen zielt darauf ab, das Wohl des Kindes zu schützen und gleichzeitig sicherzustellen, dass alle Maßnahmen im Einklang mit den gesetzlichen Vorgaben stehen.

## Die Rechte eines Kindes
Es kommt vor dass einem Kind widerrechtlich entweder die Inobhutnahme verweigert wird oder es gegen den eigenen Willen in Obhut genommen wird. Diese Risiken müssen sorgfältig abgewogen werden.
Ein Kind hat in Deutschland ein Recht auf Inobhutnahme, wenn es dies wünscht. Dieses Recht ist im Sozialgesetzbuch (SGB) VIII verankert, insbesondere in § 42, der besagt, dass Jugendämter das Kind vorübergehend in Obhut nehmen müssen, um es zu schützen. Die Inobhutnahme dient als Schutzmaßnahme, und das Kind hat das Recht, angehört zu werden, wobei seine Wünsche und Bedürfnisse in den Entscheidungsprozess einfließen müssen. Ziel ist es, das Wohl des Kindes zu gewährleisten und ihm ein sicheres Umfeld zu bieten.
Ein Kind hat verschiedene Rechte, um sich gegen eine Inobhutnahme zu wehren. Es ist nicht verpflichtet sich der Fremdunterbringung zu beugen. Diese Rechte sind in mehreren rechtlichen Rahmenbedingungen verankert:
1. Grundgesetz (GG): Artikel 1 GG garantiert die Menschenwürde und Artikel 2 GG schützt das Recht auf freie Entfaltung der Persönlichkeit. Diese Artikel bilden die Grundlage für die Rechte von Kindern, einschließlich des Rechts, in Entscheidungen, die sie betreffen, einbezogen zu werden.
2. UN-Kinderrechtskonvention: Die UN-Kinderrechtskonvention, die Deutschland ratifiziert hat, betont in Artikel 12 das Recht des Kindes, seine Meinung in allen Angelegenheiten, die es betreffen, frei zu äußern. Dies schließt das Recht ein, gegen eine Inobhutnahme Widerspruch einzulegen und gehört zu werden.
3. Sozialgesetzbuch (SGB) VIII: Gemäß § 42 SGB VIII hat das Familiengericht die Pflicht, das Kind anzuhören, bevor eine Entscheidung über die Inobhutnahme getroffen wird. Das Kind hat das Recht, seine Sichtweise darzulegen und seine Wünsche zu äußern.
4. Bürgerliches Gesetzbuch (BGB): In § 1626 BGB wird das Recht der Eltern auf Pflege und Erziehung des Kindes sowie die Berücksichtigung des Kindeswohls betont. Das Kindeswohl ist ein zentrales Prinzip, das auch bei Inobhutnahmen beachtet werden muss.
Diese rechtlichen Grundlagen gewährleisten, dass Kinder in Deutschland das Recht haben, sich gegen eine Inobhutnahme zu wehren und dass ihre Meinungen und Bedürfnisse in den Entscheidungsprozess einfließen müssen.